# Rhaphuma ustulatula
Rhaphuma ustulatula là một loài bọ cánh cứng trong họ Cerambycidae.